# Agrostis kauaiensis
Agrostis kauaiensis é uma espécie de gramínea do gênero Agrostis, pertencente à família Poaceae.